# Medicació psiquiàtrica
|  | No s'ha de confondre amb Psicòtrop. |

Una medicació psiquiàtrica (o medicació psicotròpica) és un medicament psicoactiu (un psicofàrmac) pres per exercir un efecte sobre la composició química del cervell i del sistema nerviós. Per tant, aquests medicaments s'utilitzen per tractar malalties mentals. Aquests medicaments solen ser compostos químics sintètics i se solen prescriure en entorns psiquiàtrics, potencialment de forma involuntària durant una hospitalització. Des de mitjan segle xx, aquests medicaments han estat els principals tractaments per a una àmplia gamma de trastorns mentals i han disminuït la necessitat d'hospitalització a llarg termini, reduint el cost de l'atenció de salut mental. La reincidència o la rehospitalització de malalts mentals té unes taxes elevades en molts països i s'està investigant els motius de les recaigudes.

## Tipus
Hi ha cinc grups principals de medicaments psiquiàtrics:
- Antidepressius, que tracten trastorns dispars com la depressió major, la distímia, els trastorns d'ansietat, els trastorns alimentaris i el trastorn límit de la personalitat.[9]
- Antipsicòtics, que tracten trastorns psicòtics com l'esquizofrènia i els símptomes psicòtics que es produeixen en el context d'altres trastorns com els trastorns de l'estat d'ànim. També s'utilitzen per al tractament del trastorn bipolar.
- Ansiolítics, que tracten els trastorns d'ansietat, i inclouen hipnòtics i sedants.
- Estabilitzadors de l'estat d'ànim, que tracten el trastorn bipolar i el trastorn esquizoafectiu.
- Estimulants, que tracten trastorns com el trastorn per dèficit d'atenció amb hiperactivitat i la narcolèpsia.